# El Mundo (Colombie)
Pour les articles homonymes, voir El Mundo.
El Mundo est un journal de la ville de Medellín, en Colombie. Édité pour la première fois le 20 avril 1979, il a été fondé par un groupe d'hommes d'affaires et de journalistes, ayant une philosophie de principes et des idées libérales. En 2018, le quotidien devient hebdomadaire en raison de difficultés économiques, à la suite du décès de son propriétaire M. Guillermo Gaviria. La pandémie de Covid-19 a raison du journal antioqueño. La dernière parution a lieu le 2 aout 2020.